# Сункар, Ислам Еркинулы
Ислам Еркинулы Сункар (каз. Ислам Еркінұлы Сұңқар; род. 12 июля 1995 года, Павлодарская область, Республика Казахстан) — депутат Мажилиса Парламента Республики Казахстан VIII созыва (с 28 марта 2023 года).

## Биография
В 2017 году окончил Евразийский Национальный университет им. Л. Н. Гумилева по специальности «филология». В 2018 году окончил Санкт-Петербургский государственный университет также по специальности «филология» (по академической мобильности). В 2019 году окончил магистратуру Евразийского Национального университета. Магистр гуманитарных наук.
С 2014 по 2015 год являлся интервьюером в Общественном Фонде «Сана».
С 2016 по 2019 год являлся ответственным организатором Астанинского городского филиала Коммунистической Народной партии Казахстана.
С 2018 по 2021 год являлся общественным помощником депутата Мажилиса Парламента Казахстана.
В 2019 году являлся преподавателем кафедры казахской и русской филологии Евразийского гуманитарного института им. А. К. Кусаинова.
С 2019 по 2021 год — советник по вопросам молодежной политики Секретаря Центрального комитета Народной партии Казахстана.
В 2021 году — ведущий эксперт отдела медиа-сопровождения и издательской деятельности Республиканского научно-практического центра «Дарын» Министерства образования и науки Республики Казахстан.
Учитель русского языка и литературы в школе-лицее № 59 г. Астана (2022).
Заместитель начальника организационного отдела центрального аппарата Народной партии Казахстана (2022—2023).
Депутат Мажилиса Парламента Республики Казахстан VIII созыва (с 28 марта 2023 года). Избран по партийному списку от Народной партии Казахстана. Член комитета парламента по аграрным вопросам.  
Член Политического совета Народной партии Казахстана (с 2022).
Член Бюро Народной партии Казахстана (с 2023).
Руководитель молодежного крыла «Jas orta» при Народной партии Казахстана (с 2023).